# 上布倫德滕山

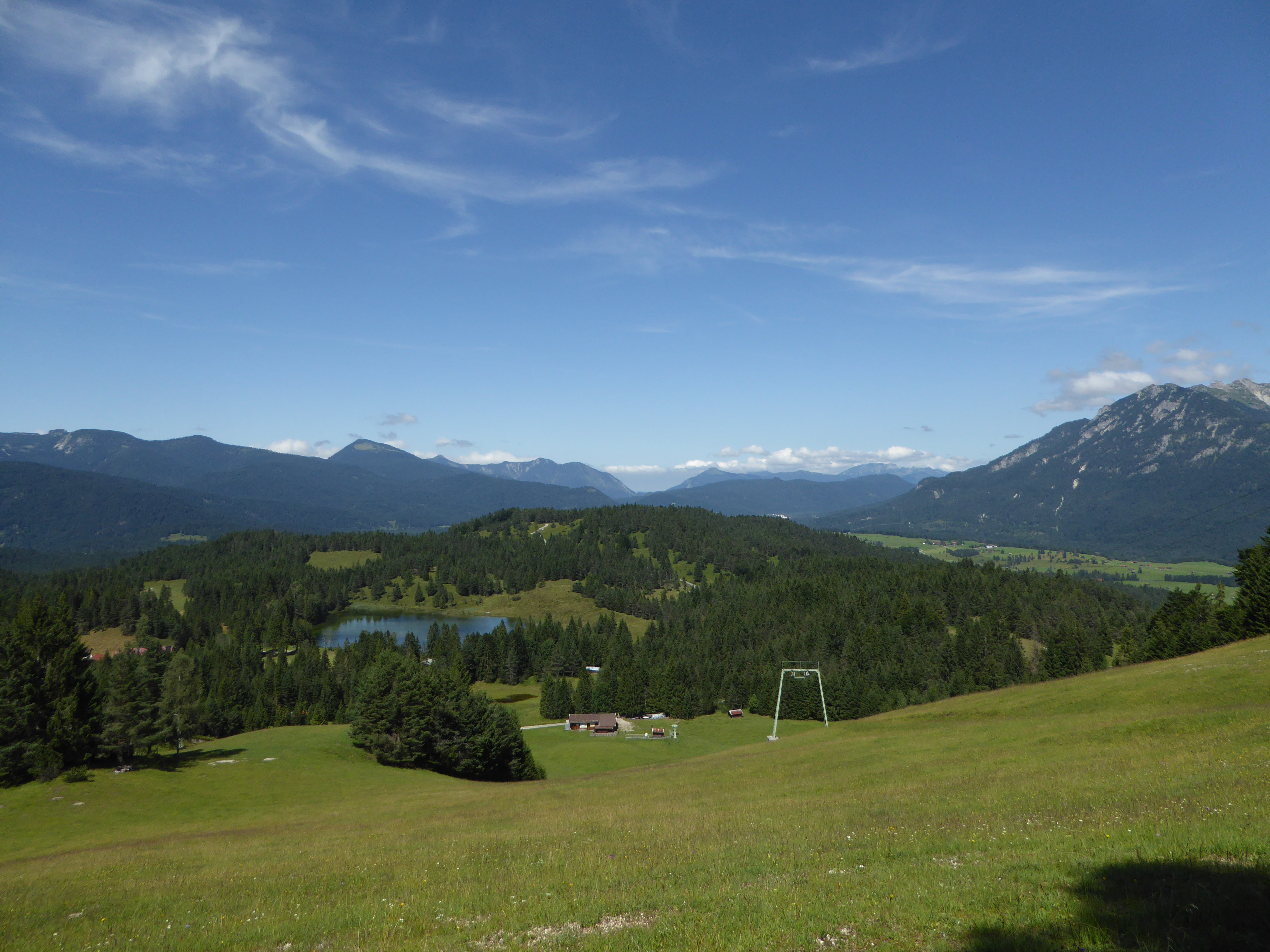

47°27′35″N 11°14′35″E / 47.45972°N 11.24306°E
上布倫德滕山（德語：Hoher Brendten），是德國的山峰，位於該國東南部，由巴伐利亞負責管轄，屬於韋特施泰因山脈的一部分，處於米滕瓦爾德西南面，海拔高度1,193米。